# 八島站

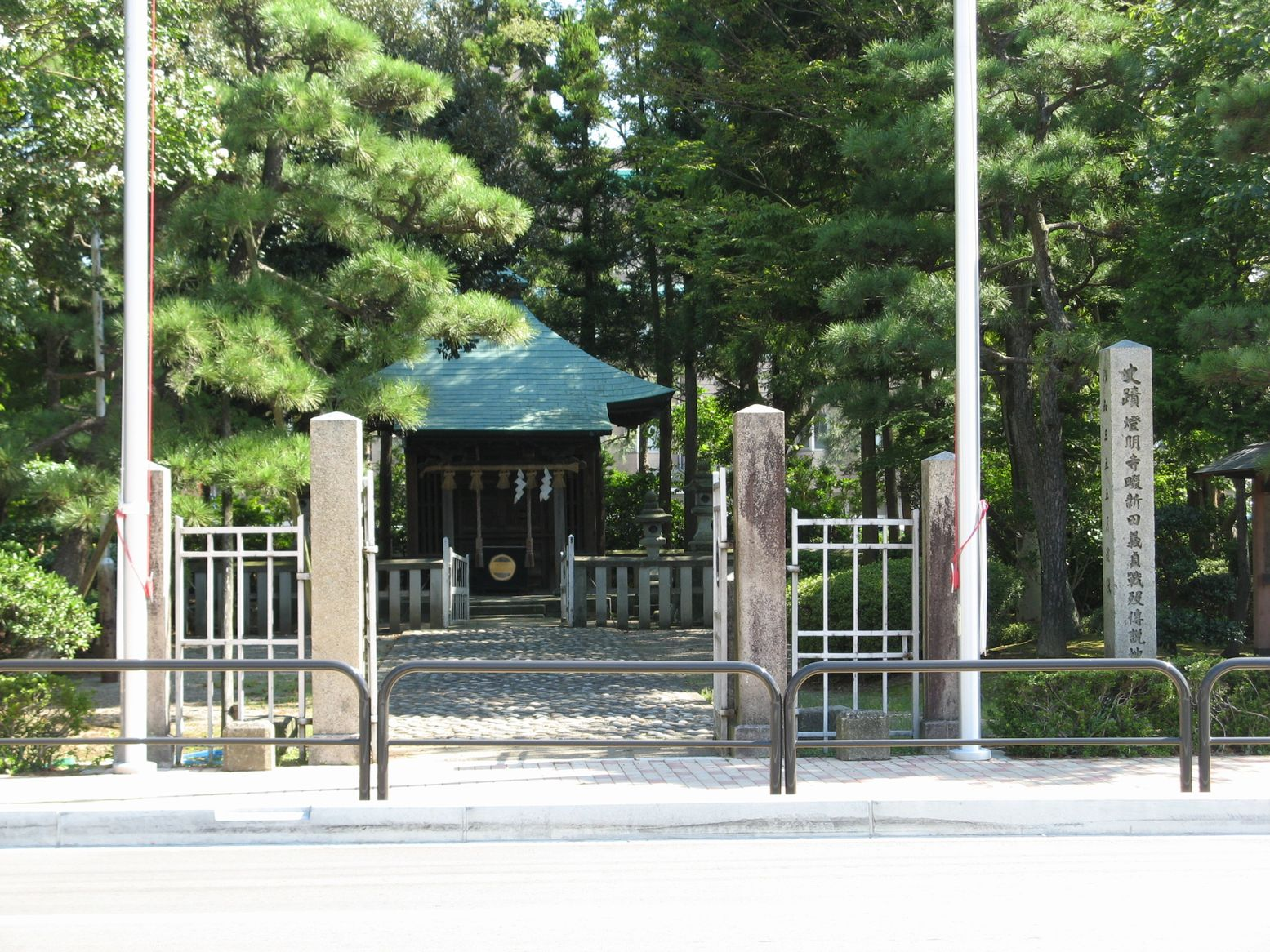
新田義貞傳說戰死之地

八島站（日语：／ Yatsushima eki */?）是位於福井縣福井市二之宮五丁目，越前鐵道的三國蘆原線車站。車站編號為E29。
在京福電鐵時代（1970年代），曾經設有第一代八島站，現時的八島站是第二代。

## 歷史
第一代八島站位於現時日華化學前站靠近住宅一方的位置（舊・田中洋行八島工場敷地內）。另一方面，第二代八島站是在當地居民請願增設，車站名稱是按當地民居要求下制定。
- 1928年（昭和3年）12月30日 - 三國蘆原電鐵開設八島站（第一代）[1][2]。
- 1942年（昭和17年）9月1日 - 京福電氣鐵道收購合併三國蘆原電鐵[3]，成為三國蘆原線車站[4]。
- 1944年（昭和19年）4月20日 - 京福電氣鐵道八島站（第一代）暫停使用[2]。
- 2007年（平成19年）9月1日 - 越前鐵道開設八島站（第二代）啟用[2]。
- 2024年10月11日：越前鐵道及福井鐵道均可使用ICOCA及全國通用IC卡付款[5][6]。

## 車站構造
車站是一座地面車站，設有1面1線單式月台。
與同日啟用，位於南邊的日華化學前站相同，為了未來LRT化，月台以混凝土作為月台基礎，再添加縣產木材提高月台高度。在2016年3月27日，福井鐵道開始駛入此站，越前鐵道為了引入低地台車輛，部分月台位置把提高了的木材撒走，剩下的基礎部分，使月台變為低地台月台。
在車站啟用時，車站北邊增設了行人、單車專用平交道。在路軌對面設置了福井市的單車停泊場。

## 使用狀況
以下為一日平均上下車人次：
| 上下車人次變化 | 上下車人次變化 |
| 年度           | 1日平均人次    |
| -------------- | -------------- |
| 2011年         | 324            |
| 2012年         | 341            |
| 2013年         | 353            |
| 2014年         | 360            |
| 2015年         | 367            |
| 2016年         | 412            |
| 2017年         | 431            |
| 2018年         | 483            |
| 2019年         | 437            |
| 2020年         | 354            |
| 2021年         | 183            |

## 車站周邊
車站附近為住宅區。
車站東邊
- Valor （舊·YOUTH）新田塚店（商場）
- 福井縣道·石川縣道5號福井加賀線（日语：福井県道・石川県道5号福井加賀線）（蘆原街道）
- 燈明寺畷新田義貞傳說戰死之地（日语：燈明寺畷新田義貞戦歿伝説地）
- 福井大學教育學部附屬義務教育學校（日语：福井大学教育学部附属義務教育学校）

車站西邊
- 福井市藤島中學（日语：福井市藤島中学校）
- 福井大學教育學部附屬特別支援學校（日语：福井大学教育学部附属特別支援学校）
- 福井縣立武道館（日语：福井県立武道館）

## 相鄰車站
越前鐵道
■三國蘆原線
□快速（只有上行班次）、■急行（所有班次均直通至福井鐵道福武線）、■普通
日華化學前（E28）－八島（E29）－新田塚（E30）

## 外部連結
- 八島站 （页面存档备份，存于）（日語） - 越前鐵道